# Alma-Merghen Planitia
L'Alma-Merghen Planitia è una struttura geologica della superficie di Venere.